# Добрянський Анатолій Миколайович
Анато́лій Микола́йович Добря́нський (26 серпня 1935, с. Волосо-Крикливець, нині Крикливець Крижопільський район Вінницька область — 4 березня 2003, м. Чернівці) — український поет, літературознавець, мистецтвознавець, педагог, перекладач, громадський діяч.

## Біографія
Добрянський Анатолій Миколайович народився 26 серпня 1935 року в селі Крикливець Крижопільоького району Вінницької області в учительській родині. Батько, Добрянський Микола Єфремович, учитель історії та української мови і літератури, репресований у 1937 році, реабілітований посмертно у 1956 році.
Мати, Добрянська Феодосія Василівна, сорок років учителювала в селах Вінницької та Чернівецької областей, померла у 1988 році.

Анатолій Добрянський з батьками і старшим братом (1937)

У 1952 році Анатолій закінчив Сокирянську СШ № 1 і вступив на філологічний факультет Чернівецького університету. 

У студентські роки разом з Й. Курлатом, М. Ткачем, С. Будним, Б. Мельничуком, Н. Кащук та іншими брав участь у роботі обласного літературного об'єднання, у підготовці радіоальманахів та літсторінок, виступав з читанням своїх віршів перед трудящими міста й області, писав пісні.
Пісня Григорія Шевчука на слова Добрянського «Гей, піду я на Черемош», створена у 1954 році і досі живе в репертуарі Заслуженого Буковинського ансамблю пісні і танцю.

А.Добрянський в шкільні роки

На слова А. Добрянського писали музику Степан Сабадаш, Леонід Затуловський, Михайло Мафтуляк, Андрій Кушніренко. Окрім пісень, А. Кушніренко створив на лібретто Добрянського народну оперу «Буковинська весна».

Закінчивши університет (1957), А. Добрянський став літпрацівником, а згодом — літредактором газети «Радянська Буковина», був головою обласного літературного об'єднання, директором клубу письменників у Чернівцях, керував літературною студією при гарнізонному Будинку офіцерів.
За дорученням Бюро пропаганди художньої літератури СПУ виїздив з письменницькими бригадами в інші області України, виступав у військових частинах та на прикордонних заставах разом з Ю. Збанацьким, Ю. Мушкетиком, А. Косматенком, В. Кочевським, Д. Павличком та іншими.
Брав участь у проведенні на Буковині Днів літератури Таджикистану, Латвії, Молдови, Російської Федерації.
Після навчання в аспірантурі, з 1962 року, А. Добрянський працював у
Чернівецькому державному університеті спочатку старшим викладачем, а згодом — доцентом кафедри української літератури. Читав курси «Новітня українська література», «Історія української і зарубіжної культури», «Література народів СРСР», спецкурси «Література і музика», «Історія українського мистецтва».
Захистив кандидатську дисертацію «Шляхи світової сонетистики і розвиток сонета в українській літературі» (1975).

В 1984–1986 роках був виконуючим обов'язки завідувача кафедри української літератури.
У 1965 році А. Добрянський пройшов атестацію Міністерства культури СРСР і отримав Атестаційне посвідчення артиста за № 01914. Вищою атестаційною комісією Міністерства культури СРСР йому в 1966 році присвоєно виконавчу спеціальність «Лектор-мистецтвознавець», що надавало право виступати на концертній естраді. Як артист А.Добрянський співпрацював з Чернівецькою філармонією, кінотеатром «Чернівці». 

Тісні узи єднали А. Добрянського з колективом музично-драматичного театру ім. О. Кобилянської, де він упродовж ряду років керував теоретичним семінаром, був членом художньої ради.

Значний внесок у громадсько-політичне та культурне життя Буковини зробив А. Добрянський як автор кількох сотень (!) гостропроблемних статей, рецензій, мистецтвознавчих нарисів, опублікованих у періодичній пресі.
Добрянський брав участь у діяльності Товариства ім. Т. Шевченка «Просвіта», у громадсько-культурних акціях Народного Руху, у пропагандистсько-освітній роботі громадської організації захисту навколишнього середовища «Зелений світ Буковини» та культурно-мистецьких заходах Народного дому.
Громадянська пристрастність, відданість ідеалам добра й справедливості, глибокі знання і безмежна ерудиція, блискучий хист оратора (його називали ЗЛАТОУСТОМ Буковини) принесли Анатолію Миколайовичу Добрянському заслужену популярність і шану в Україні і далеко за її межами.

Він зібрав унікальну фонотеку (понад 1500 грамплатівок і касет) та книгозбірню (32296 книг та періодичних видань), на основі якої 2005 року у Чернівцях відкрито Муніципальну бібліотеку його імені.

Помер Анатолій Добрянський в 2003 році. Похований на центральному цвинтарі Чернівців. 

В Чернівцях його іменем названо вулицю.

## Творча діяльність

### Літературознавча, поетична та перекладацька діяльність
- Упорядник, автор передмови та приміток до антології «Український сонет» (К., 1976).
- Автор мистецтвознавчих книг:
  - «Лідія Липковська» (Чернівці, 2000);
  - «Дивосвіт Василя Шевчука» (Чернівці, 2001);
  - «Гуморист Микола Савчук» (літературний портрет) (Коломия, 1999, у співавторстві).
- Найвідоміші поезії увійшли до:
  - колективного збірника «Розквітай, мій краю!» (Станіслав, 1959);
  - хрестоматії-антології «Письменники Буковини» (т. 2, Чернівці, 2003).
- Поетичні переклади з:
  - румунської (І. Ґеорґіце, Є. Буков, Ж. Менюк, М. Роман);
  - російської (С. Єсенін).
- Популярні пісні:
  - «Гей, піду я на Черемош» (композитор Г. Шевчук);
  - «Дівочі мрії» (композитор Степан Сабадаш);
  - «Мрії» (композитор Л. Затуловський).

Анатолій Добрянський (справа) з молодими письменниками Степаном Будним і Наталею Кащук

- Одноактна опера «Буковинська весна» (композитор Андрій Кушніренко).
- Мистецтвознавчі розвідки та статті:
  - Пісня розправляє крила (про розвиток музичного життя на Буковині) // Тези доповідей міжвузівської ювілейної наукової конференції. — Чернівці. — 1965
  - Образ нашого сучасника (в репертуарі Харківського українського драматичного театру ім. Т. Г. Шевченка) // Рад. Буковина. — 1968. — 24 липня.
  - Бібігуль (нарис про казахську співачку Бібігуль Тулегенову) // Рад. Буковина. — 1969. — 2 квітня
  - Пісня з Сучави (про румунський ансамбль пісні і танцю ім. Ч. Порумбеску) // Рад. Буковина. — 1969. — 18 травня
  - Життя, в акорди перелите (про творчість Станіслава Людкевича)// Рад. Буковина. — 1969. — 26 грудня
  - Вітер з Німану (про ансамбль пісні і танцю «Лєтува») // Музика. — 1970, — № 3
  - Об эмоциональном воздействии на слушателей // Методическая работа и задачи повышения идейно-политического и научного уровня лекционной пропаганды.- Москва — Рига, 1980.
  - Дійти до розуму і серця // Трибуна лектора. — 1982. — № 3.
  - Режисерські принципи В. С. Василька в інсценізації творів Ольги Кобилянської // Народний артист СРСР В. С. Василько і український театр. — Одеса, 1983.
  - Будні, що передують святу. Деякі складові культури лекторської праці // Трибуна лектора, — 1983. — № 3.
  - Кіно для батьків і дітей. Роздуми про виховання // Рад. Буковина. — 1983.  11 жовтня.

- - Зачарованість піснею (про творчий шлях Андрія Кушніренка) // Радянська Буковина. — 1983. — 16 жовтня.
  - Джерело правди і краси. Радянська драматургія на канадській сцені // Радянська Буковина. — 1986. — 23 квітня (у співавторстві з канд. мистецтвознавства М. Костишиною).
  - Театр Анатолія Паламаренка // Радянська Буковина. — 1986. — 28 травня.
  - Незабутні зустрічі (про творчий шлях Марії Бієшу) // Радянська Буковина. — 1986. — 5 жовтня.
  - Випробування класикою (Репертуар Молдавського театру опери і балету) // Радянська Буковина. — 1986. — 31 жовтня.
  - Виховання красою. Думки після звітного концерту // Радянська Буковина. — 1987. — 3 червня.
  - Зерно з рідної ниви (Мелодрама Сидора Воробкевича «Гнат Приблуда») // Радянська Буковина. — 1987. — 20 січня.
  - «Чи любите ви театр?..» // Рад. Буковина. — 1988. — 26 березня.
  - Лицар української пісні (про Володимира Івасюка) // Рад. Буковина. — 1989. — 4 березня.
  - Пісні любові і печалі (про творчість єврейського композитора Лейба Левіна) // Рад. Буковина. — 1990. — 17 лютого.
  - Солов'яненко на Буковині // Радянська Буковина. — 1990. — 2 червня.
  - Перша державна музична (про розвиток музичної освіти на Буковині) // Рад. Буковина.- 1990.-17 червня.
  - Елегії люблячого серця (про книгу Михайла Івасюка — «Елегії для сина») // Голос України. −1992. — 1 серпня.
  - «Життя моє — не таємниця…» (про творчість Михайла Осадчого) // Буковинське віче. — 1993. — 14 квітня.
  - Браво, маестро! Роздуми після гастролей А. Солов'яненка // Буковина. — 1993. — 26 травня.
  - Незабутня (про мистецтво Сіді Таль) // Сиди Таль в воспоминаниях современников. — М., 1993.
  - Пам'яті Михайла Осадчого // Буковинське віче. — 1994. — 13 липня.
  - Його незгасна зоря. Пам'яті Олеся Гончара // Буковина. — 1995. — 22 липня.
  - Недремна думка і перо невтомне (про поета і вченого Богдана Мельничука) // Буковина, — 1997.- 19 лютого.
  - Чесно пройдені дороги (про художнього керівника філармонії Остапа Савчука) // Буковина. — 1997. — 19 березня.

### Мистецтвознавчо-лекційна діяльність
- У 1965 році А. Добрянський пройшов атестацію Міністерства культури СРСР і отримав Атестаційне посвідчення артиста за № 01914. Вищою атестаційною комісією Міністерства культури СРСР йому в 1966 році присвоєно виконавчу спеціальність «Лектор-мистецтвознавець», що надавало право виступати на концертній естраді.
- З 1962 року за сумісництвом та на разових умовах А. Добрянський працює лектором-мистецтвознавцем Чернівецької обласної філармонії. За тридцять п'ять років плідного співробітництва з музичним лекторієм він підготував більше сотні концертних програм, які відзначалися змістовною глибиною, оригінальністю та розмаїттям форм, яскравим, емоційним викладом матеріалу. Це і традиційні для лекторіїв концерти-бесіди («Музика в нашому житті», «Музичні жанри», «Камерна музика», «Оперна музика» тощо), і тематичні концерти-огляди та літературно-музичні композиції («Пісні і музика кіно», «Пісні оновленого краю», «Пісні, обпалені війною», «Повернення до романсу»), і концерти-монографії («Творчість композиторів Прикарпаття», «Пісні композиторів Буковини», «Тарас Шевченко і музика», «Юрій Федькович і музика», «Іван Франко і музика», «Леся Українка і музика», «Сергій Єсенін і музика».
- У жанрі концерту-нарису та концерту-новели подавалися розповіді про творчість М. Лисенка, його попередників, сучасників і послідовників:

С. Воробкевича, М. Леонтовича, В. Косенка, Л. Ревуцького, К. Данькевича, А. Штогаренка, Ю. Мейтуса, Г. Майбороди, П. Майбороди, С. Людкевича, А. Кос-Анатольського, А. Кушніренка, І. Міського, Л. Затуловського, В. Михайлюка, Ю. Гіни, російських композиторів М. Глінки, О. Даргомижського, М. Мусоргського, П. Чайковського, С. Рахманінова, Р. Глієра, Д. Шостаковича, С. Прокоф'єва, І. Дунаєвського, Д. Кабалевського, В. Соловйова-Сєдого, композиторів інших країн і народів.
- Як мистецтвознавчі нариси будував Добрянський сольні концерти П. Кармалюка, Д. Гнатюка, А. Солов'яненка, а також концерти-звіти, покликані якомога повніше ознайомити слухачів з репертуаром і творчою самобутністю співаків та інструменталістів філармонії — С. Шкургана, Я. Келермана, В. Ломанця, Є. Ясногородської, Н. Каплієнко, І. Дерди, Я. Солтиса, А. Шкургана, П. Дворського, камерного оркестру філармонії.

- Разом з акторами музичного лекторію філармонії А. Добрянський провів тисячі концертів у містах і селах Буковини, в Івано-Франківській і Тернопільській областях, у Криму і Молдові.
- Багато разів виступав він у ролі ведучого на літературно-мистецьких святах та ювілейних вечорах, присвячених Т. Шевченку, О. Кобилянській, Ю. Федьковичу, С. Воробкевичу, О. Руснаку, Заслуженому Буковинському ансамблю пісні і танцю та його художньому керівникові — народному артисту України, лауреату Державної премії ім. Т. Шевченка, професору А. Кушніренку, Святу слов'янської писемності тощо.

### Театрально-музична діяльність
- Тісні узи єднали А. Добрянського з колективом музично-драматичного театру імені О. Кобилянської, де він упродовж ряду років керував теоретичним семінаром, був членом художньої ради, брав участь в обговоренні вистав і творчих планів театру.
- Виступав у пресі з рецензіями на окремі постановки театру («Дівчата нашої країни» І. Микитенка", «Наближення» Ю. Щербака, «Гнат Приблуда» С. Воробкевича), з аналітичними оглядами гастролей Харківського ім. Т. Шевченка, Львівського ім. М. Заньковецької, Черкаського ім. Т. Шевченка, Тернопільського ім. Т. Шевченка, Молдавського театру опери і балету.
- Активно співробітничав Добрянський з міським Палацом культури та Будинком естетики і дозвілля. Тут він проводив творчі вечори вокального тріо «Золоті ключі», акторів Львівського театру ім. М. Заньковецької Федора Стригуна, Таісії Литвиненко, Лариси Кадирової, солістів Молдавської опери Марії Бієшу та Михайла Мунтяна, композитора Євгена Доги, актора Національного театру ім. І. Франка Богдана Ступки, солістів Національної опери Анатолія Солов'яненка, братів Павла і Петра Приймаків, поетів Ліни Костенко, Світлани Йовенко, Софії Майданської, Тамари Севернюк, Івана Драча, Миколи Вінграновського, Ігоря Калинця, Михайла Осадчого, авторів бардівської пісні, драматурга і прозаїка Валерії Врублевської.

### Кінознавча та культурно-просвітницька діяльність
- Багато сил і уваги віддав Добрянський пропаганді найкращих надбань українського і зарубіжного кіномистецтва, вихованню високих естетичних смаків кіноглядачів, особливо юних.
- Він представляв прем'єрний показ у Чернівцях видатного кінофільму «Вавилон ХХ» за участю знімальної групи на чолі з Іваном Миколайчуком.
- Проводив вечори пам'яті нашого славного краянина, учасниками яких були Ніна Матвієнко, Марія Миколайчук, Валентина Ковальська, Іван Гаврилюк, Раїса Недашківська, Лесь Сердюк.
- Разом з актором Костянтином Степанковим виступав на ретроспективному показі (1989) «Тіней забутих предків» пам'яті І. Миколайчука.
- Брав активну участь у підготовці та відзначенні 90- і 100-річчя від дня народження О. Довженка, 100-річчя кіно, у представленні чернівчанам фільмів Ф. Фелліні, М. Формана, М. Михалкова, М. Вінграновського та інших.
- В останні роки А. Добрянський свою кінопросвітительську роботу зосередив у керованому ним кіноклубі «Співрозмовник» при кінотеатрі «Чернівці». Цей кінотеатр є чи не єдиним у місті пропагандистом досягнень українського кіно. Саме тут кіноклуб «Співрозмовник» представляв чернівчанам прем'єри таких документальних, публіцистичних і художніх кінострічок, як «Глибокий колодязь», «Довженко, Щоденник, 1941–1945», «Голгофа Володимира Винниченка», «Енеїда», «Камінна душа», «Нам дзвони не грали», «Вишневі ночі», «Кайдашева сім'я», «Ніч питань», «Пригоди кирпатого Мефістофеля» та ін.
- Велику культурно-просвітницьку роботу проводив Добрянський у робітничих колективах бавовняного об'єднання «Восход» як організатор і керівник клубу «У світі прекрасного». Широкий резонанс мали проведені тут читацькі конференції та літературні диспути, вечори, присвячені знайомству з провідними акторами театру ім. О. Кобилянської і солістами обласної філармонії, з творчістю Володимира Івасюка і мистецтвом Софії Ротару, програми «Золоті голоси України», «Чарівний світ Чюрльоніса», виставки авторських робіт художників «Восходу» тощо.

### Просвітницька діяльність
Понад тридцять років свого життя віддав А. Добрянський участі в роботі товариства «Знання», де він очолював обласну науково-методичну раду методики лекційної пропаганди, був ректором університету лекторської майстерності і ораторського мистецтва, виступав на пленумах і конференціях у Києві, Мінську, Ризі, Тбілісі, був делегатом республіканського та всесоюзного з'їздів, друкував статті з методики, читав щороку сотні лекцій з питань літератури і мистецтва. Запрошувався для читання лекцій у Тернопільську, Івано-Франківську, Чернігівську, Дніпропетровську, Сумську області, а також у Молдову та Білорусь. 

Відзначений багатьма почесними грамотами і нагрудним знаком Всесоюзного товариства «Знання» «За активную работу» № 4327 (1976).

З самого початку існування добровільного товариства любителів книги А. Добрянський став його діяльним членом. Пристрасний бібліофіл, що зібрав унікальну бібліотеку наукового і літературно-мистецького профілю (про неї писали Л. Тарнашинська в газеті «Друг читача» та Л. Ісаченко в журналі «Вітчизна»), він виступив одним з ініціаторів надання приватних бібліотек у громадське користування.
Обирався делегатом республіканського і всесоюзного з'їздів, членом республіканського і головою обласного правління товариства. Відзначений грамотами і знаком Всесоюзного добровільного Товариства любителів книги «Активист Общества книголюбов» № 9 (1976).

Чимало зробив Добрянський як член правління Українського фонду культури та член обласного правління товариства «Україна». Він читав лекції з історії української літератури й мистецтва студентам і вчителям з Канади, Румунії, Польщі, знайомив нашу громадськість через пресу, телебачення, публічні виступи з культурними діячами зарубіжжя.

Упродовж кількох років А. Добрянський вів на обласному телебаченні культурно-пізнавальну програму, створив ряд телепортретів письменників і артистів — Михайла Стельмаха, Михайла Івасюка, Галини Янушевич, Павла Кармалюка, грузинського художника Ніко Піросманашвілі, українських митців Михайла Дерегуса, Георгія Якутовича, Ганни Верес та Анни Василашук.
Громадянська пристрасність, відданість ідеалам добра й справедливості, глибокі знання і безмежна ерудиція, блискучий хист оратора принесли Анатолію Добрянському заслужену популярність і шану в Україні і далеко за її межами.

## Нагороди
- Заслужений діяч мистецтв України (1997);
- Грамота Президії Верховної Ради України;
- Міжнародна премія імені Сіді Таль (1997);
- Літературно-мистецька премія імені Сидора Воробкевича (1995);
- Почесний громадянин м. Чернівці (1995);
- Нагрудний знак Міністерства освіти УРСР «Відмінник народної освіти» (1975);
- Нагрудний знак Всесоюзного Товариства «Знання» «За активну роботу» (1976);
- Нагрудний знак Всесоюзного (СРСР) добровільного Товариства любителів книги «Активист Общества книголюбов»;
- Медаль «Ветеран праці» (1987);
- Медаль на честь 50-річчя від дня заснування Тбіліського університету (1968);